# Ceratomerus bulbosus
Ceratomerus bulbosus är en tvåvingeart som beskrevs av Sinclair 2003. Ceratomerus bulbosus ingår i släktet Ceratomerus och familjen Brachystomatidae. Inga underarter finns listade i Catalogue of Life.